# Kate Tupper Galpin

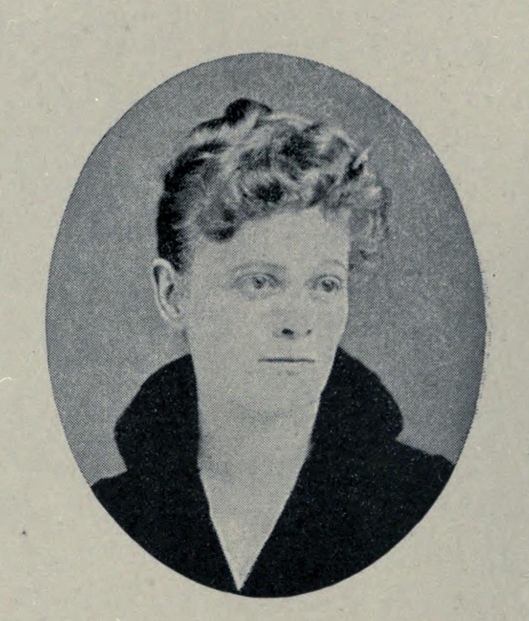
Kate Tupper Galpin, In: The World's Congress of Representative Women, 1894

Kate Tupper Galpin (* 3. August 1855 in Brighton, Iowa, USA; † 10. Januar 1905 in Kalifornien, USA) war eine US-amerikanische Pädagogin und Hochschullehrerin. Sie war Professorin für Pädagogik an der University of Nevada, Reno.

## Leben und Werk

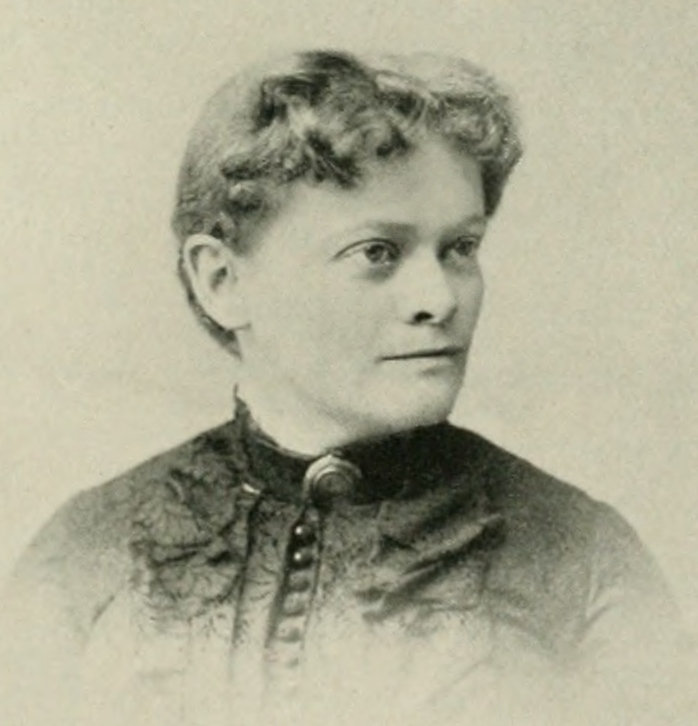
Kate Tupper Galpin, 1897

Tupper war eines von elf Kindern von Ellen Smith Tupper und Allan Tupper. In ihrer Kindheit lebte sie auf einer Farm in der Nähe von Brighton. Ihre Mutter war ihre erste Lehrerin, die in einer Schule unterrichtete, während ihr Vater im Amerikanischen Bürgerkrieg kämpfte. 1874 schloss sie ihr Studium an der Iowa State University ab.
Schon während des Studiums begann sie an einer Schule zu unterrichten in der Nähe von Des Moines in Iowa, wo ihre Familie damals lebte. Als sie siebzehn Jahre alt war, arbeitete sie als Assistentin an einem Baptist College in Des Moines und konnte mit ihrem Verdienst den Großteil ihrer Studienkosten bestreiten.
Von 1875 bis 1879 unterrichtete sie an der High School in Marshalltown in Iowa. Später unterrichtete sie vier Jahre lang als Direktorin der akademischen Abteilung der Wisconsin Normal School in Whitewater, Wisconsin. In den folgenden drei Jahren hatte sie verschiedene Positionen an der High School von Portland, Oregon. Anschließend übernahm sie eine Vollzeitprofessur an der University of Nevada, Reno, wobei ihr Gehalt und ihre Befugnisse denen der männlichen Fakultätsmitglieder entsprachen. 1890 legte sie ihre Professur an der Universität nieder und lehnte einen Ruf auf die Präsidentschaft an einer Normalschule der staatlichen Universität von Nevada ab.
Im Sommer 1890 heiratete sie den verwitweten Cromwell Galpin, der aus der vorangegangenen Ehe drei Kinder hatte und mit dem sie 1892 eine Tochter bekam. Während ihrer Ehe hatten die Galpins ihren Hauptwohnsitz in der Innenstadt von Los Angeles.

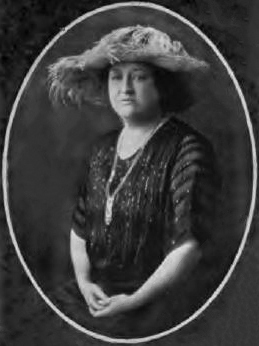
W. E. Silverwood, Präsidentin des Kate Tupper Galpin Shakespeare Clubs, 1922

1892 gründete Galpin in Los Angeles den Shakespeare-Club für Frauen. Der Kate Tupper Galpin Shakespeare Club hatte 1922 133 aktive Mitglieder und traf sich monatlich. 1904 gründete Galpin die Cumnock Academy, eine zweite Abteilung der Cumnock School of Expression in Los Angeles und eine Vorbereitungsschule. Die Cumnock School of Expression war eine Privatschule für Frauen, die im Herbst 1894 von Merrill Moore Grigg gegründet wurde. Die Architektur dieser Schule wurde nach dem Vorbild von Shakespeares Haus in Stratford-on-Avon gestaltet. Galpin unterrichtete dort Kurse über Shakespeare und dramatische Künste.
1905 unternahmen die Galpins eine Reise durch Europa. Bei ihrer Rückkehr erkrankte Galpin und starb im Alter von 49 Jahren.